# 유라쿠초

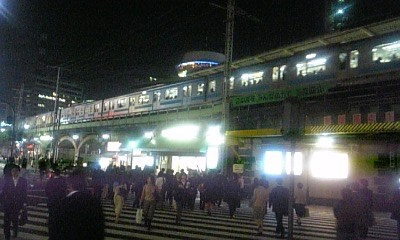
유라쿠초 역 근처의 야경

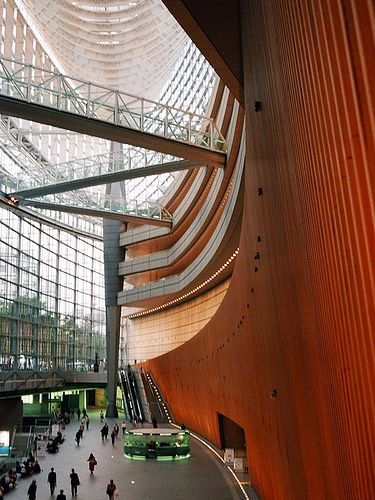
도쿄 국제 포럼

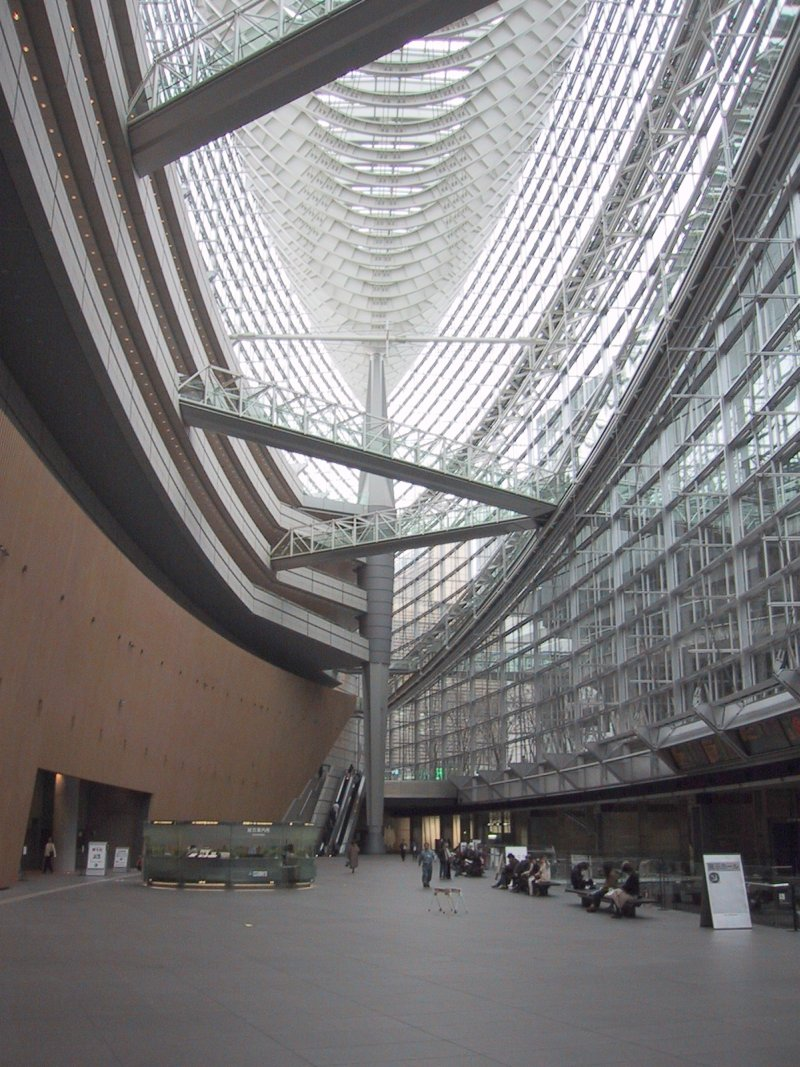
도쿄 국제 포럼

유라쿠초(有楽町,ゆうらくちょう)는 도쿄도 지요다구에 있는 유라쿠초역을 중심으로 하는 일대의 지역 이름이다. 동쪽에 고쿄가 있으며, 도쿄 고속도로를 낀 동쪽은 긴자지역이다.

## 역사
일반적으로 널리 퍼진 설에 의하면, 에도 막부가 열릴 당시에, 센고쿠 시대의 명장 오다 노부나가의 동생인 오다 나가마스(織田長益, 다른 이름으로 '오다 우라쿠사이'(織田有楽斎)가 도쿠가와 이에야스의 명에 따라 스키야바시(寄屋橋) 쪽 성문 주변의 토지를 받아, 저택을 세웠으며, 여기서 이 일대를 '우라쿠하라'(有楽原), '우라쿠가하라'(有楽ヶ原)라 불렀다고 한다. 그리고 메이지 시대에는 '유라쿠초'라는 지명이 붙여져 있었다고 한다. 그러나 오다 우라쿠사이는 생애의 대부분을 가미가타(上方)지역에서 살았고, 에도에 저택지를 받았다는 기록은 현재 남아있지 않다.
메이지 시대에 들어와, 1910년에 야마노테 선이 연장되어, 유라쿠초역이 개설되었다. 1933년에는 도쿄 다카라즈카 극장이 오픈하여, 유라쿠초는 극장의 거리로 변모했다. 또한 마이니치 신문사, 아사히 신문사 등의 본사와 요미우리 신문사의 별관이 들어섰다.
2차대전 후에는 여러 영화관이 들어섰으며, 1954년 라디오 방송사인 니폰 방송이 본사를 두었다. 1957년 소고 백화점의 도쿄점이 오픈하며, 캠페인 송으로 사용한 프랑크 나가이의 '유라쿠초에서 만납시다'(有楽町で逢いましょう)가 대히트를 기록하였다. 1981년에는 그때까지 유라쿠초의 얼굴 역할을 하였던 아사히 신문사와 일본극장의 건물이 해체되고, 1984년 유라쿠초 마리온이 들어섰다. 2000년 유라쿠초 소고가 폐점을 하고, 새롭게 빅 카메라가 오픈하였다.
그 후 유라쿠초 역 근처 지역은 재개발이 이루어져, 2007년 10월에는 마루이 등이 입점한 새 빌딩인 유라쿠초 이토시아가 영업을 개시하였다.

## 교통
- 철도역
  - 유라쿠초역 - JR야마노테 선, JR게이힌 도호쿠 선, 유라쿠초 선
  - 히비야 역 - 히비야 선, 지요다 선, 미타 선
- 도로
  - 하루미 길(晴海通り)
  - 히비야 길(日比谷通り)

## 같이 보기
- 히비야
- 마루노우치